# O Cavalo de Turim
O Cavalo de Turim (em húngaro:  A torinói ló) é um filme de drama teuto-franco-americano-suíço-húngaro de 2011 dirigido por Béla Tarr e Ágnes Hranitzky.
Foi selecionado como representante da Hungria à edição do Oscar 2011, organizada pela Academia de Artes e Ciências Cinematográficas.[carece de fontes?]

## Elenco
- János Derzsi
- Erika Bók - filha
- Mihály Ráday - narrador